# Tommy Sylte
Tommy Sylte (Volda, 27 ottobre 1971) è un ex calciatore norvegese, di ruolo centrocampista.

## Carriera

### Club
Sylte debuttò nella Tippeligaen con la maglia dello Hødd. Il 22 aprile 1995, infatti, fu titolare nel pareggio per 1-1 contro lo Strindheim. Il 16 maggio segnò la prima rete, nella sconfitta per 7-2 sul campo del Molde.
L'anno seguente passò al Moss, esordendo in squadra il 14 aprile 1996, nella sconfitta per 0-1 contro il Bodø/Glimt. Il 9 giugno arrivarono le prime reti, grazie ad una doppietta nel 5-2 inflitto allo Strømsgodset.
Nel 2000 tornò allo Hødd, rimanendovi fino al 2006.